# Milani
Milani (of Moto Milani) is een historisch Italiaans merk van lichte motorfietsen, gefabriceerd door Milani Ciclimotori te Cesena.
Sinds 1969 bouwde deze fabriek sportieve 48cc- en 124 cc-motoren, waaronder de Milani Sport, de Milani Competizione en de Milani Sport Lusso ('de luxe'), met een Minarelli-motorblok. Al snel ging de firma zich concentreren op cross- en terreinmachines. Milani werd in 1981 gekocht door Unimoto, waarna het merk Milani verdween.